# Navíos mercantes de la antigua Grecia

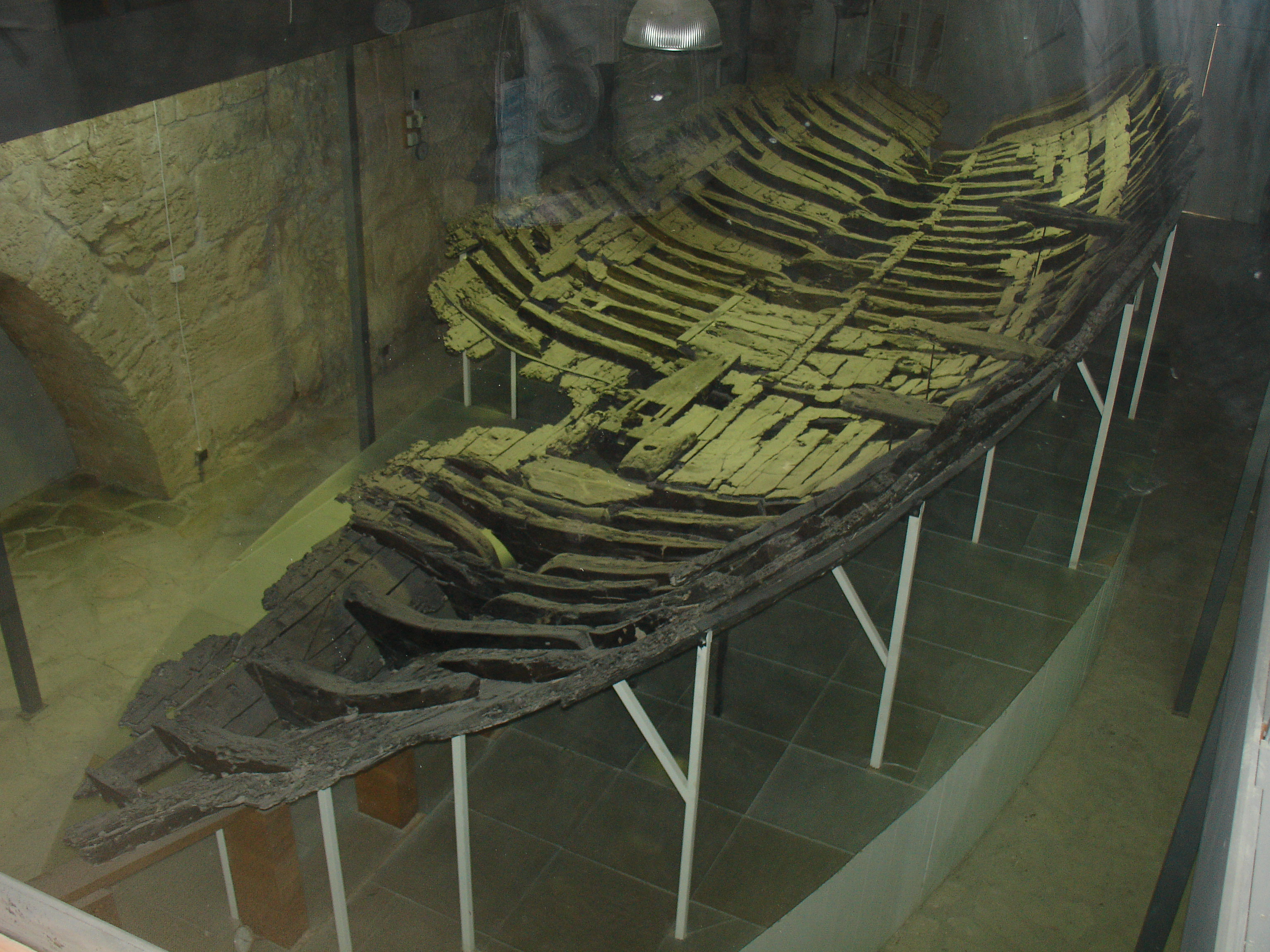
Pecio de antiguo navío mercante griego encontrado en Kyrenia (Chipre).

Los navíos mercantes desempeñaban un papel esencial en el comercio en la Antigua Grecia, ya que la fuerte fragmentación del relieve de la Hélade alentaba a los comerciantes a desplazarse más por vía marítima que terrestre, especialmente en medias y largas distancias.
Las representaciones de estos barcos son escasas, pero al combinarlas con los restos encontrados por los arqueólogos, los historiadores de hoy en día tienen una idea bastante precisa de las características de estos barcos. A menudo se las conoce como naves «redondas» por oposición a las naves de guerra, o naves «largas»" (en latín: navis longa).
Sin embargo, dada la documentación disponible, es difícil para los historiadores identificar una tipología satisfactoria de embarcaciones comerciales en la Antigua Grecia. La diversidad parece que era la regla, en términos de tamaño, tonelaje e incluso propulsión. Sin embargo, las evoluciones técnicas no parecen particularmente marcadas.

## Características técnicas

### Equipamiento

#### Barcos redondos a vela
Los pecios descubiertos en las últimas décadas han complementado la información proporcionada sobre todo por Teofrasto, quien en el libro V de su Historia de las plantas hizo un largo desarrollo sobre la madera, especialmente en materia naval. Parece que los barcos mercantes fueron construidos principalmente con ciprés o pino (pino de Alepo, pino marítimo o pino silvestre), cuyas maderas eran apreciadas por su imputrescibilidad. Trabajar en los restos del pecio de Kyrenia frente a la costa de Chipre ayudó a reconstruir el barco y demostrar que en su mayoría estaba hecho de pino de Alepo.

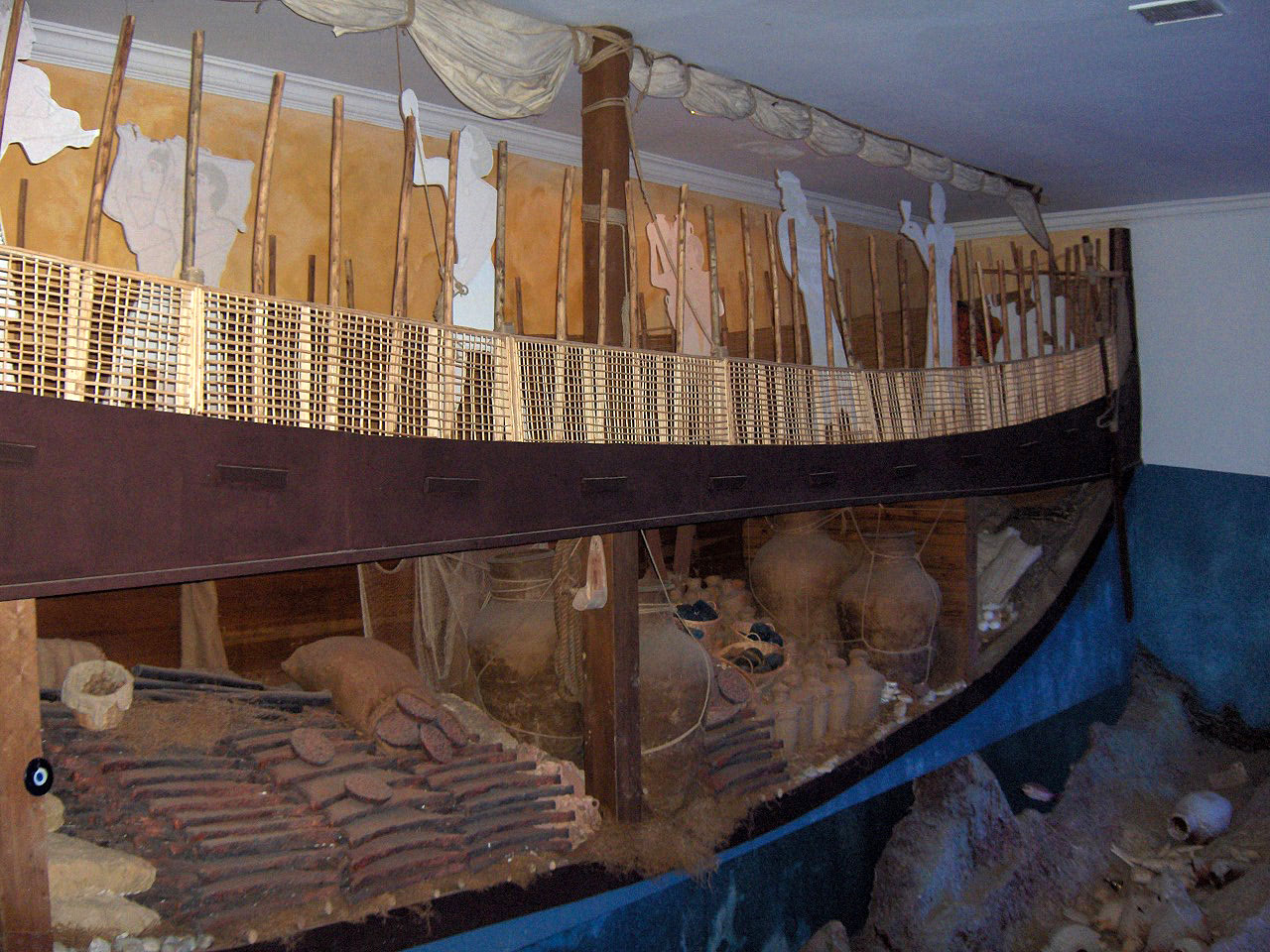
Réplica a tamaño real del Pecio de Uluburun. Museo de arqueología submarina de Bodrum, Turquía

Estos navíos eran pesados y redondos: Homero evoca un «gran barco mercante»" de este tipo, datable su naufragio en el siglo XIII a. C., cuyo pecio fue descubierto en Uluburun, al suroeste de la actual Turquía. Tenían cubiertas y eran altos por encima de la línea de flotación. Estas características les conferían una notable estabilidad incluso con mar gruesa y, a diferencia de los barcos de guerra largos, les permitían transportar grandes cargas a largas distancias y sin tener que varar, ya que no era necesario sacarlas del agua cada noche, como los trirremes atenienses por ejemplo. Debido a la larga inmersión del casco, no obstante, fue usual cubrirlos con láminas delgadas de plomo para protegerlos de la broma (molusco marino xilófago).
Navegaban con la ayuda de una vela cuadrada de lino: una copa de finales del siglo VI a. C., exhibida en el Museo Británico muestra un barco mercante redondo con una vela cuadrada. El lino permitía que estas velas combinaran ligereza y resistencia. De una sola pieza en barcos pequeños, cosidas en varias piezas en las más grandes, la vela era arremangada como un estor con la ayuda de brioless (terthrioi) sobre la verga, (un tipo de cabos), que pasaban por unas arandelas (krikoi) fijadas sobre la tela, sin que esta maniobra requiriera escalar a la verga, de ahí la falta de escalera de cuerdas en las representaciones disponibles. En el período helenístico, las costuras de las velas grandes se reforzaban con tiras de tela sobre las que se fijaban anillas de bronce que guiaban las drizas, lo que hacía que la vela fuera más fuerte y más manejable.
La vela se izaba en un único mástil, que a menudo consistía en varias piezas de madera sujetas mediante obenques. En el pecio de Kyrenia, las piezas del acastillaje y las anillas encontradas de las cargaderas indican que allí se plantó un solo mástil con una vela cuadrada. También estaba equipado con una cabina ubicada en la parte posterior y una pequeña cambusa (cocina de a bordo) en la parte delantera.

## Remos y navegación comercial

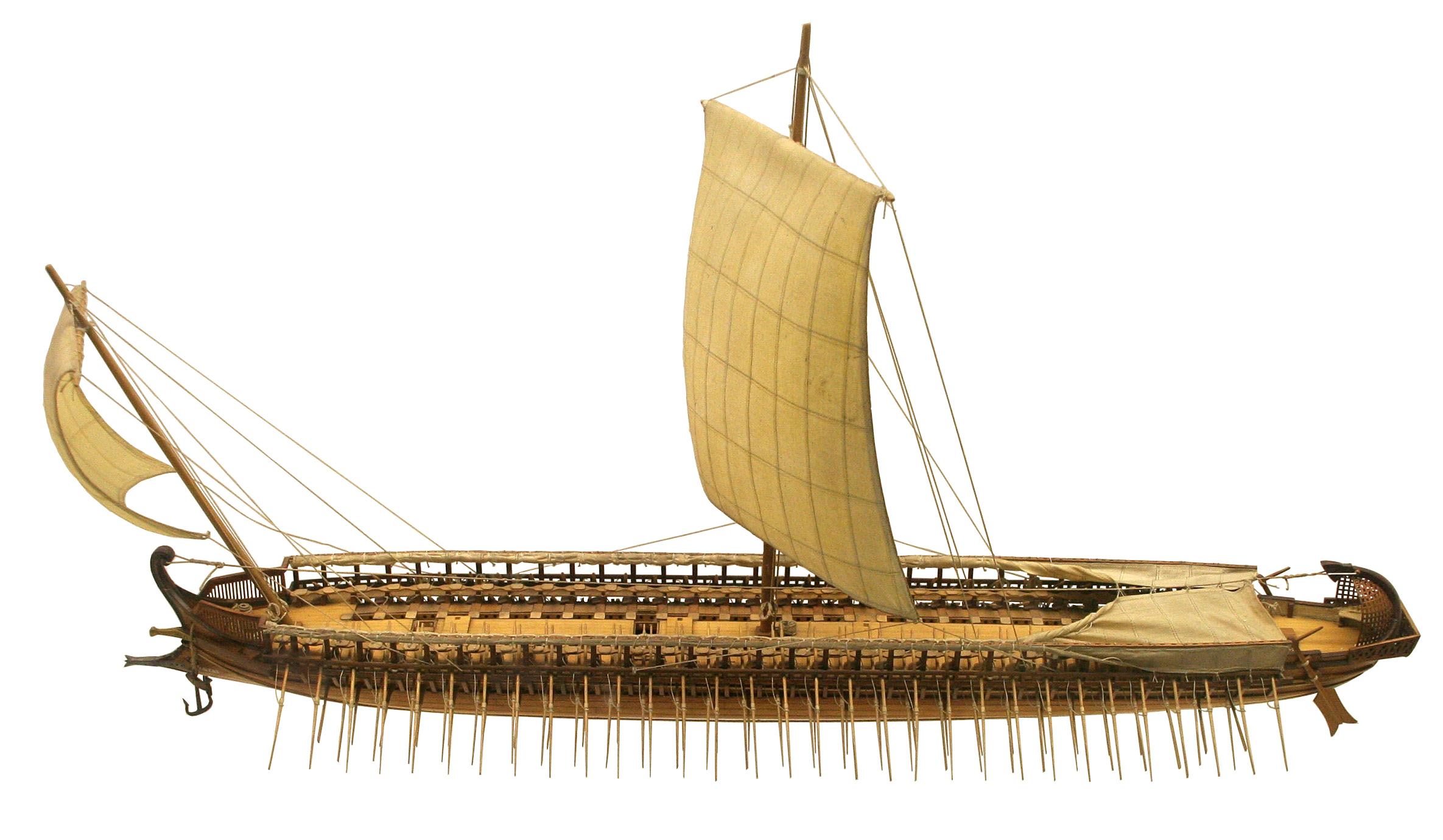
Modelo en madera de trirreme griego.

Los barcos mercantes también podían ocasionalmente usar remos, aunque su forma redondeada los distinguía de los navíos de guerra, como los trirremes. Así, en Odisea, Homero menciona un barco «con veinte bancos de remos que cruza la inmensidad de los mares». Estos buques comerciales de veinte (eikosoroi) o treinta (triakontores) remos aún se podían utilizar en la Grecia clásica. Así, en el discurso de Demóstenes Contra Lácrito se menciona un «barco de veinte remos comandado por Hiblesio » que viaja desde Atenas hasta el Ponto Euxino para transportar tres mil ánforas de vino. Se puede suponer que la presencia de remos se suponía que ayudaría a Hiblesio a navegar contra la fuerza del viento y las corrientes hacia el Ponto, sin ser necesarios para el viaje de regreso en septiembre, cuando los vientos favorables serían suficientes para impeler un barco hasta Grecia.

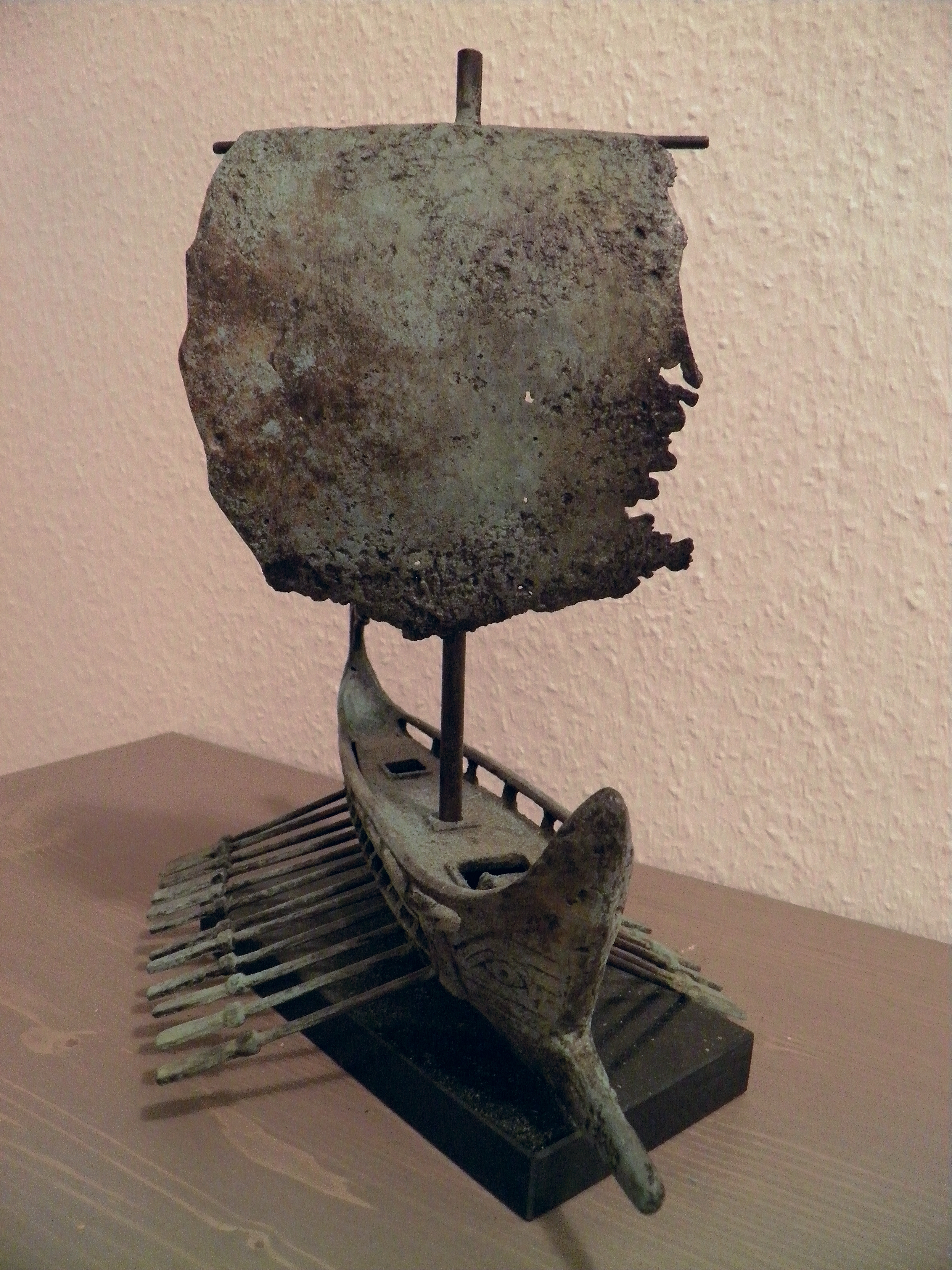
Pentecóntera de bronce (miniatura moderna).

Apoyándose en Heródoto, algunos historiadores actuales, como Sarah C. Humphreys y Anthony Snodgrass, consideran que los fenicios usaron pentecónteras para el transporte de mercancías a larga distancia y que los samios del siglo VI a. C. utilizaron un tipo de pentecóntera adaptado específicamente para el transporte pesado. Sin embargo, Heródoto solo dice que los fenicios realizaron largos viajes en estos barcos y no necesariamente sugieren un uso comercial. En su libro Ancient Greek France, Trevor Hodge muestra las desventajas de este barco en el comercio, ya que necesitan una gran tripulación de cincuenta remeros.
Por lo tanto, parece que, para fines comerciales, el uso de buques que requieren muchos remeros no era la regla sino la excepción. Además, en las representaciones de los barcos mercantes no vemos remos. Debían ser utilizados en caso de necesidad, en caso de falta de viento o para remontar una corriente contraria.

#### Anclas
Parece que al menos dos tipos de anclas se utilizaron en el período clásico. El ancla piramidal de piedra perforada con un agujero para pasar el cable tenía la desventaja de no poder engancharse al fondo. Es por eso que parece que en la época clásica se desarrolla un nuevo tipo de ancla, más parecida a las modernas. Estas anclas de anzuelo de madera eran lastradas con plomo (este es el caso de la que se encontró en el pecio de Porticello) o con piedra revestida de metal en las partes alargadas. Más tarde aparecieron anclas cuya parte superior era completamente metálica, como es el caso del pecio de Mahdía en el siglo I a. C. Este último, como barcos a menudo más antiguos, estaba equipado con varias anclas para aumentar la seguridad.

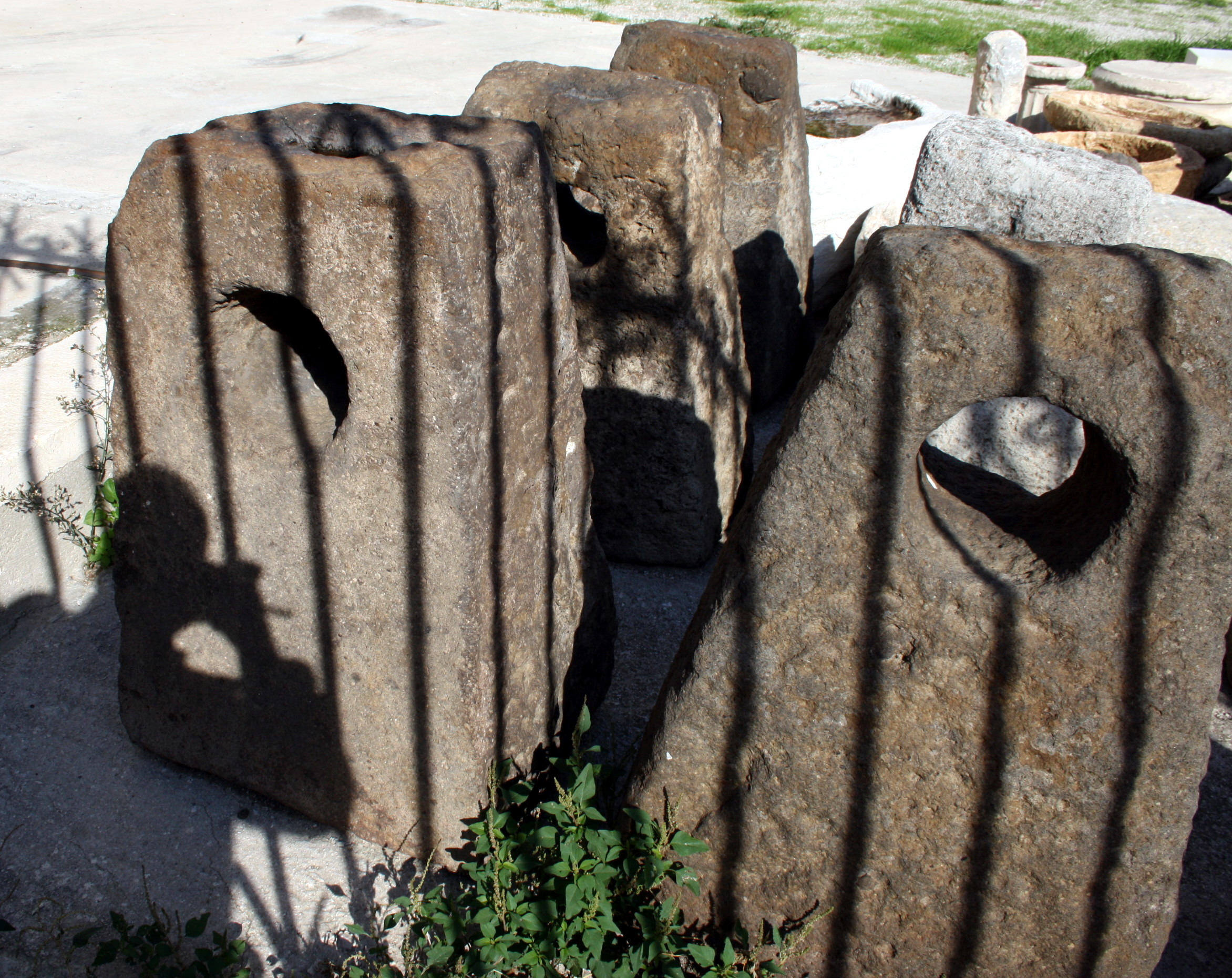
Anclas de piedra, El Pireo.
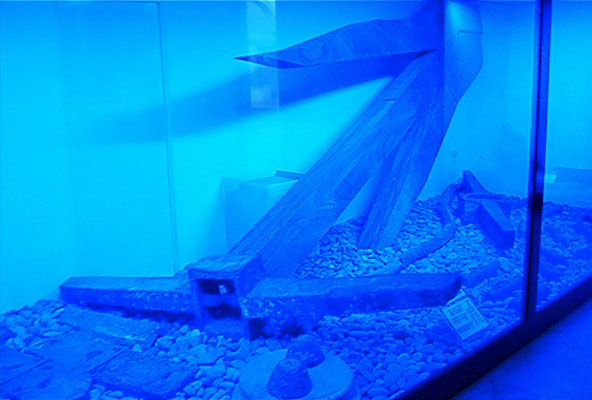
Una de las anclas del pecio de Mahdía, siglo I a. C.

### Tamaño, tonelaje y velocidad de los navíos

#### Eslora y tonelaje
La mayoría de los pecios de la época clásica encontrados en el Mediterráneo están en muy mal estado; el casco a menudo está aplastado, y en muchas ocasiones con los restos esparcidos; además de  muy deformado después de siglos bajo el agua. Por tanto, a menudo es difícil reconstruir el plano exacto del barco. Sin embargo, se dispone de varias estimaciones relativamente precisas gracias a pecios mejor conservados: por ejemplo, el tamaño del pecio de Kyrenia se ha estimado en 14,50 m de eslora y 4 m de manga, con una capacidad de carga de alrededor de veinte toneladas. La mayoría de los barcos mercantes probablemente estaban más cerca de las dimensiones de este barco de cabotaje, que es menos grande que el pecio de Porticello, cuya eslora se estima en unos 20 m y que poseía de una capacidad de carga de treinta toneladas. Se han encontrado navíos mercantes más grandes, com por ejemplo en Alónnisos, un barco con una capacidad de carga de alrededor de 120 toneladas.
Las fuentes literarias también pueden contribuir a calcular la capacidad de carga de un barco mercante. Así, en el pasaje del Contra Lácrito mencionado anteriormente, Demóstenes habla de un barco que transportaba tres mil ánforas, parangonable al pecio de Alónnisos, que albergaba en su interior entre tres y cuatro mil ánforas. Si un ánfora pesaba un promedio  de 26,5 litros, el cálculo arroja un resultado de 105 toneladas. Dado que los buques transportaban no solo ánforas sino también otros productos, además de personas, es razonable concluir que las naves mercantes de más de cien toneladas de tonelaje podrían surcar el mar en la época clásica. Aun así, la mayoría de los barcos mercantes que navegaban en el mar Egeo eran barcos de cabotaje, con un tonelaje como el de pecio de Kyrenia, o un poco más grande; salvo en casos excepcionales como el barco mercante Siracusia construida a iniciativa del tirano Hierón II de Siracusa, que podía transportar una carga de 2000 toneladas y era tan grande que tenía que ser remolcado, este barco pudo navegar en una única ocasión desde Siracusa a Alejandría.

#### Velocidad
La reconstrucción a tamaño real de los restos de naves en Kyrenia puso a prueba las cualidades náuticas de este tipo de buques mercantes. En esta ocasión, se averiguó que podían navegar a 70° contra el viento, «verificación empírica de la tesis de Jean Rougé sobre la capacidad de los antiguos barcos de carga para navegar contra el viento». Esta experiencia de arqueología experimental también mostró una velocidad promedio de cuatro nudos,  más o menos con arreglo a lo que parecen indicar fuentes literarias antiguas:
- Según Tucídides, eran necesarios cuatro días y cuatro noches de navegación para que un barco mercante recorriera, por el camino más corto y teniendo siempre el viento de popa, una travesía de Abdera [nota 2] a la desembocadura del Istro (Danubio), en el Ponto Euxino (Mar Negro), de lo que resultaba una velocidad de 5,2 nudos, para una distancia de algo más de 900 km.[18]
- Según Diodoro Sículo, la travesía de Rodas a Alejandría duraba tres días y medio para un recorrido de 325 millas marinas, y la del Mar de Azov[nota 3] a Rodas, nueve días y medio para una distancia de 880 millas; en ambos casos, la velocidad correspondiente se ha estimado en 3,9 nudos.
- Plinio el Viejo menciona una travesía de Ostia a África en dos días para una distancia de 270 millas (a una velocidad de seis nudos), y nueve días por cada mil millas, de Mesina a Alejandría, resultando una velocidad de 4,6 nudos.
- Jenofonte de Éfeso habla de un barco pirata que había hecho el viaje de 400 millas desde Rodas a Tiro (en la costa Fenicia) en cuatro días, lo que arroja un resultado de 100 millas por día o una velocidad de 4 nudos. Añade que este barco se retrasó debido a condiciones adversas, lo que podría significar que el viaje podría hacerse más rápidamente.

## Tripulación y carga
La simplicidad de las maniobra en estas «naves redondas» y estables permitió limitar la tripulación a cuatro o cinco personas.